# レーヴィコ・テルメ
レーヴィコ・テルメ（イタリア語: Levico Terme）は、イタリア共和国トレンティーノ＝アルト・アディジェ州トレント自治県にある、人口約8,100人の基礎自治体（コムーネ）。

## 地理

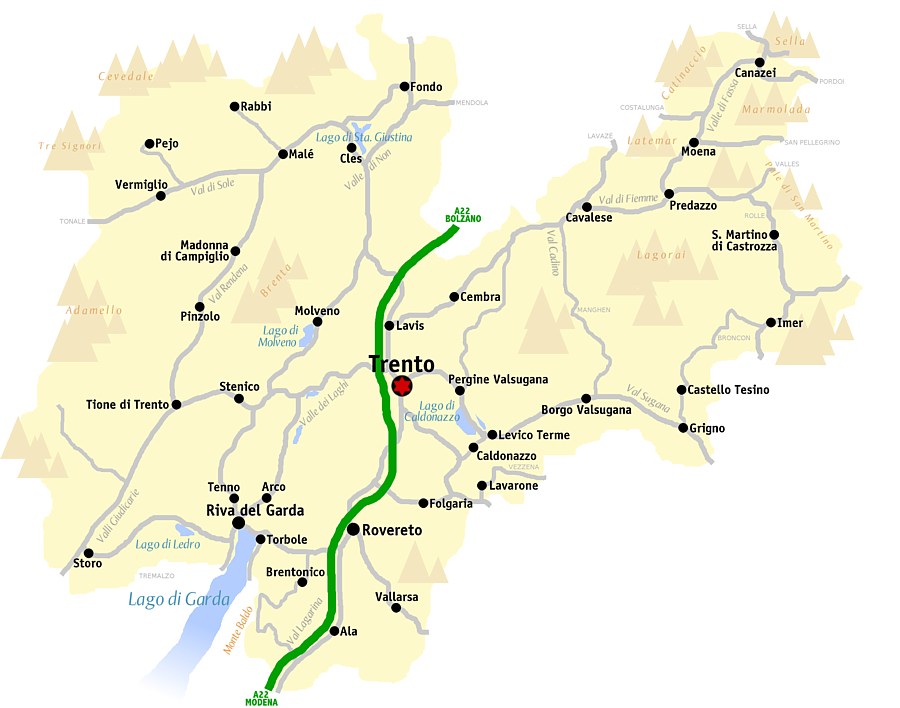
トレント県概略図

### 位置・広がり
トレント自治県南東部に位置するコムーネ。レーヴィコ湖の南東に位置する。ペルジーネ・ヴァルスガーナから南東へ7km、県都トレントから東南東へ15kmの距離にある。

#### 隣接コムーネ
隣接するコムーネは以下の通り。括弧内のVIはヴィチェンツァ県所属を示す。
| - アジアーゴ (VI) - ボルゴ・ヴァルスガーナ - カルドナッツォ - フラッシロンゴ - ルゼルナ - ノヴァレード - ペルジーネ・ヴァルスガーナ - ロトツォ (VI) - テンナ - ヴィニョーラ＝ファレージナ |

## 行政

### 分離集落
レーヴィコ・テルメには、以下の分離集落（フラツィオーネ）がある。
- Barco, Campiello, Quaere, Santa Giuliana, Selva

### Comunita di valle
トレント自治県が設置した広域行政組織 Comunita di valle "Comunita Alta Valsugana e Bersntol" （事務所所在地: ペルジーネ・ヴァルスガーナ）に属する。

## 住民

### 言語
| 少数言語話者の割合（2011年） | 少数言語話者の割合（2011年） | 少数言語話者の割合（2011年） | 少数言語話者の割合（2011年） | 少数言語話者の割合（2011年） |
| ---------------------------- | ---------------------------- | ---------------------------- | ---------------------------- | ---------------------------- |
|                              |                              |                              |                              |                              |
| ラディン語                   | ラディン語                   |                              | 0.2%                         | 0.2%                         |
| モケーニ語                   | モケーニ語                   |                              | 0.3%                         | 0.3%                         |
| チンブロ語                   | チンブロ語                   |                              | 0.2%                         | 0.2%                         |

2011年10月9日に行われた国勢調査によれば、モケーニ語話者、チンブロ語話者、ラディン語話者がそれぞれ若干いる。

## 姉妹都市
- Hausham、ドイツ 1959年